# アレク・マノア
- アレック・マノア

アレク・アイザック・マノア（Alek Isaac Manoah, 英語発音: /ˈælɪk məˈnoʊə/; 1998年1月9日 - ）は、アメリカ合衆国フロリダ州マイアミ・デイド郡ホームスタッド出身のプロ野球選手（投手）。右投右打。MLBのトロント・ブルージェイズ所属。

## 経歴

### プロ入り前
高校時代の2016年にMLBドラフトで指名がなかったため、ウエストバージニア大学へ進学した。
大学1年目の2017年は19試合（先発10試合）に登板して1勝1敗、防御率3.07の成績を記録した。
2年目の2018年は23試合（先発8試合）に登板して3勝5敗、防御率4.00の成績を記録した。
3年目の2019年は16試合に先発登板して9勝4敗、防御率2.08の成績を記録した。

### プロ入りとブルージェイズ時代
2019年のMLBドラフト1巡目（全体11位）でトロント・ブルージェイズから指名され、契約を結びプロ入りを果たした。契約金は455万ドル。傘下のA-級バンクーバー・カナディアンズでプロデビューし、6試合に先発登板して0勝1敗、防御率2.65、27奪三振の成績を記録した。
2020年は新型コロナウイルスの影響でマイナーリーグのシーズンが中止となり、公式戦への出場はなかった。
2021年はAAA級バッファロー・バイソンズで開幕を迎えた。5月27日にメジャー契約を結んでアクティブ・ロースター入り。同日のニューヨーク・ヤンキースとのダブルヘッダーの第一試合に先発登板してメジャーデビューを果たし、6回無失点でメジャー初登板初勝利を記録した。6月19日のボルチモア・オリオールズ戦で、2-2で迎えた4回裏にライアン・マウントキャッスル、DJ・スチュワートに連続で本塁打を浴び、続くマイケル・フランコの肘付近に死球を当て、両軍ベンチから選手が飛び出し乱闘寸前となった。これが故意死球と見なされて退場となり、22日に5試合の出場停止処分を受けた。7月2日のタンパベイ・レイズ戦では球団新記録となる7者連続三振を記録した。9月以降の登板では6試合に先発登板して37.1回を投げ、4勝0敗、防御率3.38、41奪三振、WHIP1.02という好成績を残し、9月・10月度のルーキー・オブ・ザ・マンスに選出された。
2022年はシーズン前半戦だけで10勝を記録し、自身初めてオールスターゲームに選出。オールスターでは中継を担当するFOXの企画の一環として、ピンマイクを胸に付けて登板し、1イニングを3奪三振で無失点に抑えた。後半戦も好調を維持し、9月は月間防御率が0.88という成績でピッチャー・オブ・ザ・マンスを受賞した。年間を通してエースとして活躍し、チームトップとなる16勝を記録しチームのプレーオフ進出に貢献した。オフの11月16日、ア・リーグのサイ・ヤング賞投票結果が発表され第3位に選出された。12月5日にはファーストチームの先発投手の1人として自身初となるオールMLBチームに選出された。
2023年は自身初めて開幕投手を務めた（3.1回を5失点で勝ち負けつかず）。しかしこのシーズンは不振に陥り、自身7連敗を喫した。6月5日のヒューストン・アストロズ戦では一死しか奪えず6失点でKOされると、翌6日にオプションで傘下のルーキー級フロリダ・コンプレックスリーグ・ブルージェイズへ降格した。7月7日のデトロイト・タイガース戦で復帰するも、8月11日にマイナーオプションにより傘下AAA級バッファロー・バイソンズに配属された。しかしバッファローでは1試合も登板することなく、9月の時点でシーズン終了となった。このシーズンは3勝9敗で防御率5.87という成績であった。

## 選手としての特徴
| 球種           | 割合 | 平均球速 | 平均球速 | 最高球速 | 最高球速 |
| 球種           | %    | mph      | km/h     | mph      | km/h     |
| フォーシーム   | 36.2 | 93.7     | 150.8    | 97.3     | 156.6    |
| スライダー     | 27.8 | 81.1     | 130.5    | 88.1     | 141.8    |
| シンカー       | 26.7 | 92.8     | 149.3    | 95.6     | 153.9    |
| チェンジアップ | 9.4  | 86.8     | 139.7    | 93.3     | 150.2    |

最速97.3mph（約156.6km/h）のフォーシームと90mph前半のシンカー、スライダーをバランスよく投げる。スライダーは野球アナリストのロブ・フリードマンがTwitterに投稿したデリン・ベタンセスの動画を参考にしたという。

## 家族
兄のエリック・マノアもプロ野球選手であり、ニューヨーク・メッツ傘下に所属している。キューバ系アメリカ人である。

## 詳細情報

### 年度別投手成績
| 年 度    | 球 団    | 登 板 | 先 発 | 完 投 | 完 封 | 無 四 球 | 勝 利 | 敗 戦 | セ 丨 ブ | ホ 丨 ル ド | 勝 率 | 打 者 | 投 球 回 | 被 安 打 | 被 本 塁 打 | 与 四 球 | 敬 遠 | 与 死 球 | 奪 三 振 | 暴 投 | ボ 丨 ク | 失 点 | 自 責 点 | 防 御 率 | W H I P |
| -------- | -------- | ----- | ----- | ----- | ----- | -------- | ----- | ----- | -------- | ----------- | ----- | ----- | -------- | -------- | ----------- | -------- | ----- | -------- | -------- | ----- | -------- | ----- | -------- | -------- | ------- |
| 2021     | TOR      | 20    | 20    | 0     | 0     | 0        | 9     | 2     | 0        | 0           | .818  | 459   | 111.2    | 77       | 12          | 40       | 0     | 16       | 127      | 0     | 1        | 44    | 40       | 3.22     | 1.05    |
| 2022     | TOR      | 31    | 31    | 0     | 0     | 0        | 16    | 7     | 0        | 0           | .696  | 786   | 196.2    | 144      | 16          | 51       | 0     | 15       | 180      | 5     | 0        | 55    | 49       | 2.24     | 0.99    |
| 2023     | TOR      | 19    | 19    | 0     | 0     | 0        | 3     | 9     | 0        | 0           | .250  | 415   | 87.1     | 93       | 15          | 59       | 1     | 9        | 79       | 3     | 3        | 61    | 57       | 5.87     | 1.74    |
| 2024     | TOR      | 5     | 5     | 0     | 0     | 0        | 1     | 2     | 0        | 0           | .333  | 103   | 24.1     | 17       | 5           | 8        | 0     | 4        | 26       | 1     | 0        | 16    | 10       | 3.70     | 1.03    |
| MLB：4年 | MLB：4年 | 75    | 75    | 0     | 0     | 0        | 29    | 20    | 0        | 0           | .592  | 1763  | 420.0    | 331      | 48          | 158      | 1     | 44       | 412      | 9     | 4        | 176   | 156      | 3.34     | 1.16    |

- 2024年度シーズン終了時

### 年度別守備成績
| 年 度 | 球 団 | 投手（P） | 投手（P） | 投手（P） | 投手（P） | 投手（P） | 投手（P） |
| 年 度 | 球 団 | 試 合     | 刺 殺     | 補 殺     | 失 策     | 併 殺     | 守 備 率  |
| ----- | ----- | --------- | --------- | --------- | --------- | --------- | --------- |
| 2021  | TOR   | 20        | 6         | 3         | 1         | 0         | .900      |
| 2022  | TOR   | 31        | 5         | 14        | 1         | 1         | .950      |
| 2023  | TOR   | 19        | 0         | 7         | 1         | 0         | .875      |
| 2024  | TOR   | 5         | 1         | 1         | 0         | 0         | 1.000     |
| MLB   | MLB   | 75        | 12        | 25        | 3         | 1         | .921      |

- 2024年度シーズン終了時

### 表彰
- ルーキー・オブ・ザ・マンス：1回（2021年9月）
- ピッチャー・オブ・ザ・マンス：1回（2022年9月）
- オールMLBチーム[26]
  - ファーストチーム（先発投手）：1回（2022年）

### 記録
- MLBオールスターゲーム選出：1回（2022年）

### 背番号
- 6（2021年 - ）